# Bunya Highway
De Bunya Highway is een weg in Queensland, Australië. Het is een relatief korte weg, ongeveer 170 kilometer in lengte en loopt in een zuidelijke richting van Goomeri naar Dalby. De weg verbindt de Warrego Highway met de Burnett Highway.
De Bunya Highway loopt langs het Nationaal park Bunya Mountains, dat een populair park is onder toeristen. De weg is genoemd naar de Bunya-bunya Araucaria bidwilli, die in het gebied groeit en waarvan de zaden een voedingsbron vormen voor de plaatselijke Aboriginals.
De weg gaat ten oosten van Goomeri verder als de Wide Bay Highway richting Gympie.